# Lumidee
Pour les articles homonymes, voir Cedeno.
Lumidee, de son vrai nom Lumidee Cedeño, née le 24 août 1984 à Harlem, New York, est une chanteuse de RnB et parolière américaine d'ascendance portoricaine. Elle est originaire de Bridgeport, dans le Connecticut.

## Biographie

### Jeunesse et débuts
Lumidee est née Lumidee Cedeño le 24 août 1984 dans le quartier de Harlem, à New York. Elle se lance dans le rap en 1992, et son père décède en 1995. Elle et ses quatre frères et sœurs sont élevés par ses grands-parents. Après le lycée, elle collabore avec le producteur local DJ Tedsmooth avec qui elle enregistre son premier single, Never Leave You (Uh Oooh, Uh Oooh), fondé sur le riddim Diwali, pour le label indépendant Straight Face,. Lumidee cite Lauryn Hill, Missy Elliott, MC Lyte et Mary J. Blige comme ses inspirations.
Elle signe avec le label Universal Records, où elle enregistre et publie son premier album, Almost Famous, le 23 juin 2003, qui atteint la 22e place des classements aux États-Unis, et la deuxième place au Royaume-Uni,, mais Never Leave You est son seul réel succès jusqu'à She's Like the Wind publié en 2007. D'après Nielsen Soundscan, Almost Famous est vendu à plus de 276 000 exemplaires aux États-Unis. Après le succès de Never Leave You, elle se tourne plus vers le reggaeton et le dancehall et part à l'étranger (France, Allemagne, Belgique, Pays-Bas) afin de poursuivre sa carrière musicale. En 2004 sort le titre Grimmey Streets, un mélange de morceaux d'Almost Famous. Lumidee collabore plusieurs fois à ce moment-là avec différents artistes en Europe et connaît quelques succès modérés, mais en raison de son titre succès initial, elle est placée dans la catégorie one-hit wonder[réf. nécessaire].
En 2006, l'artiste sort une chanson pour la bande-son de la Coupe du monde de la FIFA, intitulée Dance, et reprend Whitney Houston sur le morceau I Wanna Dance with Somebody (Who Loves Me). La chanson est un succès européen (Allemagne #5, Autriche #5, Suisse #32).

### Unexpected(2007–2008)
En 2007, Lumidee est nommée ambassadrice de la jeunesse de l'Arthritis Walk de l'Arthritis Foundation. Le 11 avril 2007, Lumidee publie son second album, Unexpected, chez TVT Records, contrairement à son premier album, qui l'est chez Universal. Le titre She's Like the Wind se classe à la 43e place, mais n'est pas distribué en Europe. Le label sort en Europe le titre Crazy, en collaboration avec le rappeur cubano-américain Pitbull, qui connaît un succès modéré en Allemagne (# 35), en Autriche (#65) et au Royaume-Uni (#74) mais qui rencontre un certain succès aux États-Unis.

### Depuis 2009
Le 13 mai 2009, Lumidee publie une mixtape intitulée I'm Up, Vol. 1 sur son label, Logy Music Entertainment. À la fin de 2009, Lumidee travaille sur une autre mixtape intitulée Luminadee, publiée exclusivement sur Coast2CoastMixtapes.com en début janvier 2010. Lumidee annonce ensuite un nouvel album prévu pour 2010, mais qui n'est finalement pas concrétisé. En 2011, elle participe à la réédition de la chanson No Superstar de  Remady. La même année, elle collabore avec Somaya Reece sur le single Dale Mami.

## Discographie

### Albums studio
- 2003 : Almost Famous
- 2007 : Unexpected

### Singles
- 2003 : Never Leave You
- 2003 : Crashin' a Party (featuring N.O.R.E.)
- 2004 : Sientelo (featuring Speedy)
- 2005 : Dance (featuring Fatman Scoop)
- 2007 : She's Like the Wind (featuring Tony Sunshine)
- 2007 : Crazy (featuring Pitbull)
- 2010 : La Cuenta (featuring Rohff)
- 2013 : Dance 2013 (VS. Fatman Scoop)
- 2013 : Crazy 2013 (featuring Pitbull VS Nicola Fasano)